# Директива про несправедливі умови споживчих договорів
Директи́ва про несправедли́ві умо́ви спожи́вчих до́говорі́в — нормативно-правовий акт Європейської Унії, який регулює використання несправедливих або обтяжливих умов, що застосовуються підприємствами (так званими «продавцями» або «постачальниками») у своїх договірних відносинах зі споживачами. Директива була змінена в 2011 році (Директивою № 2011/83/ЄУ) і в 2019 році (Директивою № 2019/2161). За умови дотримання запобіжних заходів, умова договору, яка була індивідуально узгоджена між продавцем та споживачем, не вважатиметься «несправедливою».

## Мета
Директива відображає прагнення Європейської Унії створити єдиний або внутрішній ринок із поступовою гармонізацією законів, щоб товари та послуги, особи та капітал могли вільніше пересуватися по території Унії, одночасно вирівнюючи рамки для захисту споживачів. Суд Справедливости у своїй практиці щодо справ, що стосуються питань несправедливих умов, зазначав:
Система захисту, запроваджена Директивою, ґрунтується на тому, що споживач перебуває у слабкій позиції по відношенню до продавця чи постачальника, як з точки зору його переговорної сили, так і з точки зору рівня його знань. Це призводить до того, що споживач погоджується на умови, заздалегідь розроблені продавцем або постачальником, не маючи можливості впливати на зміст цих умов.
Таким чином, директива вимагає від держав-членів забезпечити, щоб несправедливі умови не були обов’язковими для споживачів.

## Національне право

### Угорщина
Несправедливі умови в споживчих договорах визнаються недійсними відповідно до параграфу 209/A(2) Цивільного кодексу Угорщини, який також зазначає в параграфі 209(1), що:
Стандартна умова договору або умова договору, не обумовлена індивідуально у споживчому договорі, є несправедливою, якщо вона встановлює права та обов'язки сторін, що випливають з договору, в односторонньому порядку та безпідставно, з порушенням вимог добросовісности та справедливости і на шкоду стороні договору, яка не розробляла цю умову.
У параграфі 2(d) Урядового декрету 18/1999 (II. 5.) про умови, які слід вважати несправедливими в споживчих контрактах, від 5 лютого 1999 року (Magyar Közlöny 1999/8), зазначено, що:
Умови споживчого договору, зокрема, слід вважати несправедливими, якщо не буде надано доказів протилежного, якщо вони дозволяють стороні, яка укладає договір зі споживачем, вносити зміни до договору в односторонньому порядку та без необхідности надання обґрунтування, зокрема, якщо ця сторона збільшує рівень фінансової винагороди, визначений у договорі, або якщо такі умови дозволяють стороні, яка укладає договір зі споживачем, вносити зміни до договору в односторонньому порядку на обґрунтованих підставах, визначених у договорі, якщо споживач не має права розірвати або скасувати договір з моменту набрання ним чинности.